# 大岛板海参
大岛板海参（学名：Placothuria ohshimai）为板海参科板海参属的动物。分布于日本，包括黄海等海域，多见于水深65-114米的泥质沙底。该物种的模式产地在黄海。